# Minna Heimbürger
Minna Heimbürger-Ravalli (født Minna Heimbürger) (født 19. maj 1932) er en dansk kunsthistoriker, der nu bor og arbejder i Italien, hvor hun er italiensk gift. Hun var museumsdirektør for Aarhus Kunstmuseum 1961-69.

## Udvalgte publikationer
- "Antikken og Faubourg Saint-Germain's privatarkitektur. Paris 1700-1730", Studier fra Sprog- og Oltidsforskning, 215, (1963).
- Den jydske ørken, 1969.
- Architettura, Scultura e Arti minori nel Barocco romano. Studi nell'Archivio Spada, Firenze 1977.
- Hvad er der galt, Gyldendal 1978.
- Bernardo Keilhau detto Monsù Bernardo, Rom 1988.
- "About an unsolved Jacob Jordaens problem", i: Konsthistorisk tidskrift, 64, häfte 4 (1996).
- Dürer e Venezia: Influssi di Albrecht Dürer sulla pittura veneziana del primo cinquecento, 1999.
- La figura umana nell'Arte Europea – dalla preistoria al 2000 d.C., Palombi Editori 2006.

"Maleren Eberhart Keilhau 1624-1687", Forlaget Rhodos A/S 2014